# إتوري مارشي
إتوري مارشي (بالإيطالية: Ettore Marchi)‏ (6 نوفمبر 1985 بغوبيو في إيطاليا - ) هو لاعب كرة قدم إيطالي في مركز الهجوم. لعب مع نادي برو فيرتشيلي ونادي بينيفينتو ونادي تريستينا ونادي ساسولو وAC Bellaria Igea Marina ‏ وASD Sangiovannese 1927 ‏ ونادي غوبيو وPortogruaro Calcio ASD ‏.

## وصلات خارجية
- إتوري مارشي على موقع قاعدة بيانات كرة القدم.إي يو (الإنجليزية)
- إتوري مارشي على موقع Soccerway.com (الإنجليزية)
- إتوري مارشي على موقع عالم كرة القدم.نت (الإنجليزية)